# GMA Network
GMA Network, Inc. sau GMA, este o companie media filipineză cu sediul în Quezon City. A fost fondată în 1950 de Robert Stewart.
Compania operează mai multe posturi de radio și televiziune în Filipine, inclusiv GMA-7, GTV-27, Super Radyo DZBB 594 și Barangay LS 97.1.